# Juan Cabanilles
Joan Baptista Cabanilles, kastilisch: Juan Bautista Cabanilles (getauft am 6. September 1644 in Algemesí, Provinz Valencia; † 29. April 1712 ebenda) war ein spanischer Organist und Barockkomponist.

## Leben und Wirken
Cabanilles begann seine musikalische Ausbildung als Sänger im Chor seiner örtlichen Kirche. Später machte er eine Ausbildung zum Priester an der Kathedrale von Valencia, die auch Musikunterricht beinhaltete. Am 15. Mai 1665, mit 20 Jahren, wurde er zweiter Organist der Kathedrale. Ein Jahr später, nach dem Tod seines Vorgängers, wurde er erster Organist. Am 22. September 1668 wurde er zum Priester geweiht. Er führte sein Organistenamt 45 Jahre lang aus, wurde aber ab 1703 aus gesundheitlichen Gründen mehrmals vertreten. Von 1675 bis 1677 war er auch mit der Ausbildung der jungen Choristen der Kathedrale beauftragt.
Viele von Cabanilles’ Kompositionen sind virtuos und zukunftsweisend. Der Großteil seiner Manuskripte wird in der Biblioteca de Catalunya aufbewahrt. Erhalten sind zahlreiche Kompositionen für Orgel (Tientos, Tocatas, Pasacalles und weitere Werke) sowie mehrere bis zu 13-stimmige Vokalwerke.
Cabanilles wird in Spanien mitunter auch der „Spanische Bach“ genannt.

## Hörbeispiele
Tiento primer Tono lleno WSC 116ⓘ
Tiento de Batalla de octavo Tono WSC 3ⓘ